# アート商会
アート商会（アートしょうかい、Art Garage）は、1917年（大正6年）に東京市本郷区湯島で創業された自動車修理工場である。
1930年代にピストン製造事業に進出し、1940年代半ばに長野県上田市に移転するとともに、1945年（昭和20年）にアート金属工業へと改組された。この記事ではアート商会時代の事柄について扱う。

## 概要
創業者の榊原郁三は航空機の製造を志して技術を習得した人物で、自身の自動車修理工場としてアート商会を設立した後も、その高い修理技術で高い評価を得た。榊原は従来の鋳鉄製ピストンに代わるアルミニウム製ピストンの製造を目指して試作と研究を進め、それが成功したことでアート商会はピストン製造事業に進出していき、後にそれが本業となる。
1920年代から1930年代にかけて開催されていた日本自動車競走大会にも会社として参戦し、有力チームのひとつとして活躍した。（→#レース活動）
今日、アート商会は本田技研工業（ホンダ）の創業者である本田宗一郎の丁稚奉公先だったことで特に知られている。本田はアート商会で自動車の修理技術や改造技術を習得し、奉公を終えた後、社主の榊原にのれん分けを許され、故郷にほど近い浜松市でアート商会浜松支店を設立した。これは経営者としての本田の第一歩となる。

### 社名
「アート商会」という社名は、1916年（大正5年）に来日したアート・スミスが見せた曲芸飛行に榊原が感銘を覚えたことから、彼の名にちなんで命名された。
加えて、自動車の部品は精巧なものであり、「アート（Art）」は美術や技術に通じるということで、「精巧な仕事と創意工夫をモットーにしたい」という創業精神も込められている。
太平洋戦争が始まると、「アート」は敵性語だとして軍部から改名を命じられたが、社主の榊原は断固としてそれに応じなかった。

## 沿革

### 創業期
1917年（大正6年）、アート商会は榊原郁三によって自動車工場として設立された。榊原は東京市で自身の自動車修理工場を設立するにあたり、市内で同業者が集中していた赤坂や三田とは距離を置き、本郷区湯島（後の東京都文京区湯島）で100坪の工場を借りて営業を始めた。
榊原は航空機製造を志していた伊賀氏広の下で研鑽を積んでいたことから、当時の日本でも非常に高度な自動車修理技術を持っていた技術者であり、アート商会の商売は着実に広がっていった。アート商会には二輪、四輪の様々な欧米の自動車が持ち込まれた。
1923年（大正12年）9月1日の関東大震災で本郷の工場は全焼したため、神田昌平橋の分工場（第2工場で、主に後述のレース活動用に用いられていた）に一時的に移った。職工の多くは震災を機に工場を去ったが、榊原は震災によって生じた状況をむしろ商機と見て、震災で被災した自動車の再生を数多く手がけて事業を維持し、震災の数か月後には本郷の工場の再建を果たした。

### アルミ製ピストンの製造
榊原は1920年代半ばの数年は弟の真一とともにレーシングカーの製作にも熱中していたが、アート商会が参戦していた日本自動車競走大会は、1925年12月の開催（第8回大会）を最後にしばらく開催されなくなった。それを機に、榊原は以前から計画していた製造業への転換を図るべく、それまでレースに注いでいた余暇の時間をアルミニウム製ピストンの試作と研究に充て、本格的に没頭するようになった。
翌1926年（大正15年）、榊原はアルミ軽合金によるピストンの試作に成功した。その後も改良を加え、自動車のエンジン用としての実用に耐えるアルミ軽合金製ピストンの製造にも成功し、1932年（昭和7年）にアート軽合金鋳造所を設立し、アルミ軽合金製ピストンの量産を開始した。これに伴い、榊原は自動車修理事業を弟の真一に譲った。

### 戦時下のピストン製造
満州事変（1931年）以降、戦時色が濃くなるにつれて国産ピストンへの需要も高まり、アート軽合金鋳造所は工場を拡大・増設していき、1930年代半ばにはピストンを月20,000個生産し、国産エンジンについてオートバイ関係では100%、四輪自動車では80%のシェアを占めるに至る。
軍関係は、1935年（昭和10年）に日立製作所からの依頼でTK型試作戦車用のピストン製造を依頼されて納入したところ、これが優秀だったことから、その後、東京瓦斯電気工業、三菱重工、日本製鋼所といった、陸と空の軍用エンジンメーカーからピストンの大量発注が発生するようになった。
1941年（昭和16年）12月に太平洋戦争が開戦したことに伴い、軍からの需要がそれまでにも増して高まり、アート軽合金はそれまでの東京市内の工場だけでは生産が追い付かず、より大規模な工場の建設が不可避となる。新工場の建設にあたり、榊原のかつての弟子である本田宗一郎の仲介で静岡県浜松市、あるいは長野県岡谷市も建設候補地となるが、最終的に長野県上田市に新工場を建設することが決定した。
戦時中は「優良自動車部品認定」を交付されて許可会社となったことから、統制品であるアルミニウムなどの物資を優先的に配給されるようになり、陸海軍の航空機や戦車のピストン製造を一手に引き受けた。上田工場が竣工した1943年（昭和18年）末頃になると軍部からアート軽合金への信頼は非常に厚いものになっており、日本全国のアルミニウム支給総量の約60%がアート軽合金に回されるようになった。
以降、1945年（昭和20年）にはアート金属工業へと改組され、戦後もピストン製造の専業メーカーとして発展していくことになる。

## レース活動
アート商会では、工場の設立間もない時期から工員たちによるオートバイレースチームが組織されていた。これは榊原郁三の3歳下の弟で、整備工場を手伝っていた榊原真一を中心とした活動で、同社のクラブ活動として参加者が募られて行われた。
アート商会にとってはレース活動には自社の技術を広くアピールする目的があり、ひいては製造業に進むための技術力を培うことも目的としていた。
この活動で特筆されるのは、携わった従業員の本田宗一郎が自動車レースに情熱を持つ端緒となったことである。本田は、戦後に創業した本田技研工業を通じて、生涯にわたってモータースポーツ活動に関わり続け、日本と世界のモータースポーツ全体にまで大きな足跡を残した。

### オートバイレース
1922年（大正11年）5月、アート商会は、東京市東部の洲崎埋立地で開催されたオートバイレースである「洲崎大競走会」に、自製の「アート号」で参戦した。日本においてオートバイレースは1910年代半ばから既に盛んに行われていたが、この大会に参加した50台の大部分は欧米車で、国産車はアート号くらいしかなく、国産車の参戦自体が珍しい時代だった。
アート号にはその後も改良が加えられたものの、目立った成績をあげることはできなかった。社主でアート号の設計も行った榊原郁三も、技術力をアピールするにはオートバイではいまいち気乗りせず、四輪の自動車レースに参加したいという意向を持つようになった。

### 四輪レースへの進出

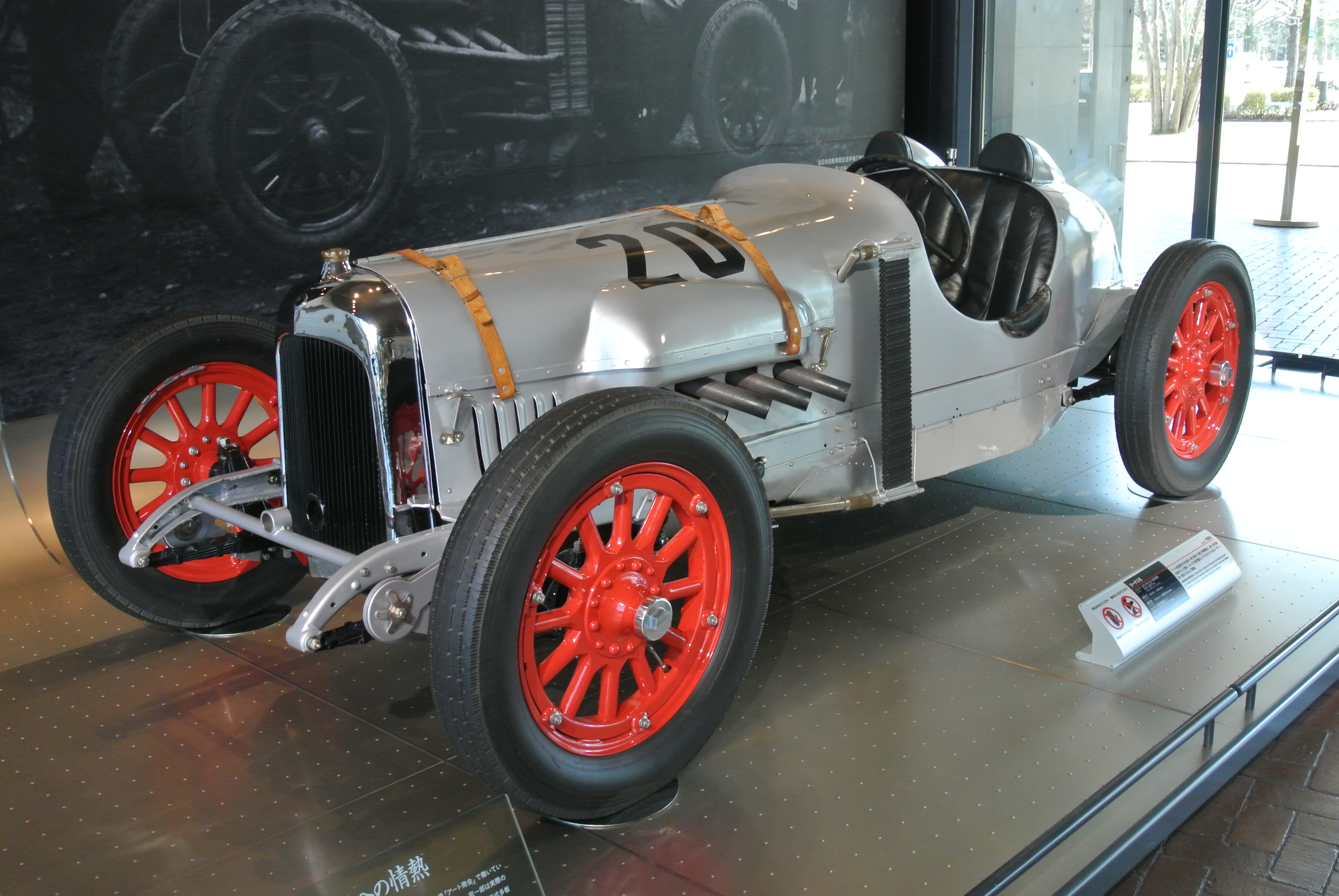
カーチス号（レストア車）

奇しくも同じ1922年、この年2月に米国から帰国した藤本軍次が四輪自動車レースを開催するべく帰国直後から精力的に活動し始め、国内の自動車マニアたち（技術者や実業家など）を集めて、日本自動車競走倶楽部（NARC）を設立し、日本自動車競走大会の開催を始めた。榊原も誘われて会員に加わり、1924年（大正13年）4月の第4回大会で、アート商会は独自に製作したダイムラー号を擁して初参戦した。ドライバーは榊原真一が務め、助手であるライディングメカニックは本田宗一郎が務め、以降もこのコンビによる参戦が続けられる。
アート商会は、同年11月の第5回大会でカーチス号を投入し、以降は同車を主力とするようになり、有力チームのひとつとして数々の優勝を果たした。
レーシングカー製作の作業は仕事が終わった夜の9時頃から行われ、神田昌平橋の鉄道ガード下に新たに設けた分工場が作業場として使用された。
この活動は多摩川スピードウェイにおける開催が幕を閉じた1938年（昭和13年）まで続けられた。